# Шорин, Эдуард Алексеевич
Эдуард Алексеевич Шорин (1933—1993) — украинский советский партийный деятель.

## Биография
Родился 4 декабря 1933 года в Николаеве (ныне Украина) в семье судостроителей.
После окончания в 1957 году Николаевского кораблестроительного института начал трудовую деятельность помощником строителя кораблей Судостроительного завода имени 61 коммунара. Затем работал заместителем начальника цеха.
С 1964 года на партийной работе: заведующий отделом, первый секретарь Заводского районного комитета партии Николаева, с 1973 года — первый секретарь Николаевского городского комитета КПУ.
В 1992 году ушёл на пенсию с должности первого заместителя председателя Николаевского областного исполнительного комитета.
Умер 3 августа 1993 года в Николаеве.

## Награды
- орден «Знак Почёта»
- орден Трудового Красного Знамени
- Государственная премия УССР имени Т. Г. Шевченко (1981) — за создание Музея судостроения и флота в Николаеве

## Увековечение памяти
6 ноября 2009 года в Николаеве на доме № 56 по улице адмирала Макарова, где с 1968 по 1993 год жил Шорин, была открыта мемориальная доска. Изготовлена она была семьёй николаевских художников-скульпторов Макушиных за счёт благотворительных средств. Мемориальная доска установлена в рамках реализации городской Программы защиты культурного наследия на 2007—2011 годы.